# Rainer Stephan (Hockeyspieler)
Rainer Ernst Stephan (* 17. Februar 1943 in Chemnitz) ist ein ehemaliger deutscher Hockeyspieler aus der DDR.

## Karriere
Rainer Stephan spielte für den SC Motor Jena, mit dem er zwischen 1961 und 1967 jeweils fünfmal DDR-Meister im Feldhockey und im Hallenhockey war.
Von 1962 bis 1972 wirkte Stephan in 63 Länderspielen der DDR-Nationalmannschaft mit. Beim Hockeyturnier der Olympischen Spiele 1964 in Tokio gab es einen Startplatz für die gesamtdeutsche Mannschaft. Die Mannschaften aus der Bundesrepublik und aus der DDR sollten in zwei Spielen die teilnehmende Mannschaft ermitteln. Nachdem die ersten beiden Spielen für die beiden Teams mit einem Sieg und einer Niederlage geendet hatten, wurden zwei weitere Spiele angesetzt. Mit einem Sieg und einem Unentschieden setzte sich die DDR-Mannschaft durch. Beim Turnier in Tokio belegte die Mannschaft aus der DDR mit zwei Siegen und fünf Unentschieden den dritten Platz in ihrer Gruppe. In den Platzierungsspielen erreichte die Auswahl mit zwei Siegen den fünften Platz. Rainer Stephan stand in allen neun Spielen im Tor der DDR-Mannschaft. Der Ersatztorhüter Hans-Dietrich Sasse wurde nicht eingewechselt.
Vier Jahre später nahmen beide deutschen Mannschaften an den Olympischen Spielen 1968 in Mexiko-Stadt teil. In der Vorrunde gewann die DDR-Auswahl zwei Spiele, spielte zweimal Unentschieden und verlor drei Partien, darunter die gegen das Team aus der Bundesrepublik. Letztlich belegte die Mannschaft aus der DDR den elften Platz. Hans-Dietrich Sasse wirkte in sieben Spielen mit, Rainer Stephan kam auf zwei Einsätze.